# Poljanowo (Oblast Chaskowo)
Poljanowo [poliˈanovo] (bulgarisch Поляново) ist ein Dorf in Süd-Bulgarien. Es liegt in der Gemeinde Charmanli im Verwaltungsbezirk (Oblast) Chaskowo.
Nach Chaskowo im Westen sind es 25 km, nach Charmanli im Südosten 9 km und nach Simeonowgrad im Norden 7 km.